# フィッシャーの交換方程式
フィッシャーの交換方程式（フィッシャーのこうかんほうていしき、英: Fisher's equation of exchange）とは、アメリカ合衆国の経済学者・統計学者であるアーヴィング・フィッシャーが定式化した、古典的な貨幣数量説で貨幣量と物価の関係を表す式である。

## 解説
フィッシャーの交換方程式は、次の式で表される。
{\displaystyle MV=PT}
ここで
- M : 貨幣量
- V : 貨幣の取引流通速度
- P : 物価
- T : 1期間における財・サービスの取引量

である。
この式において、Vは貨幣の流通速度を意味している。VはVelocity(速度)の頭文字で、一定期間における貨幣の使用回数である。例えば、ある経済の貨幣が1000円札一枚しかないと仮定する。期間を1週間とする。このとき、一週間の間にこの1000円札が3回使用された(3回持ち手が替わった)なら、V=3となる。「M：貨幣ストック」のMはMoney(貨幣)の頭文字で、その経済にある貨幣の量を指す。例えば、ある経済には1000札5枚の貨幣しかないとすると、M=1000×5=5000円である。この5枚の1000円札が一週間にそれぞれ4回使用されたとしよう。すると、このそれぞれの1000円札についてはV=4なので、この経済についてはMV=5000×4=20000円(2万円)ということになる。すなわち、一定期間（この場合は一週間）の購買価格(MV)の合計は2万円である。
「P：物価」はPrice(物価、価格)の頭文字で、物価を表わす。「T：1期間における財・サービスの取引量」はTransaction(取引)の頭文字である。例えば、1個200円のリンゴが100個あるとしよう。ある経済には、この1個200円のリンゴ100個しか売り物がないとすれば、この経済はPT=20000円(2万円)となり、販売価格総額(PT)は2万円である。ある経済全体の購買価格総額と販売価格総額は一致するはずであるから、MV=PT=2万円である。すなわち、MV=PTというフィッシャーの交換方程式は常に正しいことなる。
フィッシャーは、貨幣の流通速度：Vと1期間における財・サービスの取引量：Tは慣習的に(大きな)変動はないとみなした(実際はVを観測するのは非常に難しく、観測はほぼ不可能である)。だとすると、MV=PTの左辺のV、右辺のTが大きく変動しないのであるから、自明なこととして、この方程式においてMとPは常に比例することになる。そうであるならば、M(貨幣量)を増やせば、P(物価)も上昇することになる。あるいは、M(貨幣量)を減らせば、P(物価)も低下するであろう。そうだとすれば、政策論的に言えば、例えばある経済の物価を上昇させたいのであれば、貨幣量を増やせば物価が上昇させることができるとこの方程式から言えるだろう。あるいは、もし物価が下がっているならば、それは貨幣量が足りないからだということができるだろう。これが古典派の貨幣数量説の基本的な考え方である。

## ケンブリッジ方程式（現金残高方程式）
ケンブリッジ方程式（あるいは現金残高方程式とも呼ばれる）は次の式で表わされる。
{\displaystyle M=kPY}
ここで、
- M : 貨幣量
- V : 貨幣の所得流通速度
- P : 物価
- Y : 実質GDP（取引額の内の付加価値部分の合計）
- k : マーシャルのk

マーシャルのkは一般的に比例定数とされたり、比例定数でなくとも安定的な変数であると考えられている。そのため、貨幣量を増やしたとき、ケンブリッジ方程式によれば、物価が上昇することが導かれる。フィッシャーの交換方程式と同じ結論が導かれるのである。すなわち、ケンブリッジ方程式では、貨幣所有者に貨幣保有をする動機があることを前提とし、そのうえで貨幣所有者は名目国民所得のk％を保有すると考えている。よって、ケンブリッジ方程式は単に販売価格総額と購買価格総額が一致することを述べているのではない。そのため、ケンブリッジ方程式のMは単に流通手段としての貨幣だけでなく、価値保蔵手段としての貨幣も含めたものなのである。そのため、フィッシャー方程式が現実的には検証が不可能だったのに対し、ケンブリッジ方程式は統計的に把握できるという利点がある。
しかしながら、フィッシャーの交換方程式が「販売価格総額＝購買価格総額」という自明的に正しいものであったのに対し、ケンブリッジ方程式は自明的に正しいとは必ずしも言えない。奥山忠信 (2012)によれば、「使用されない貨幣が、式の中に含まれることで、ｋの安定性自体が、検証すべきあらたな課題となる」。（参考：現金残高方程式（ケンブリッジ方程式）とマーシャルのk）
また、ときにフィッシャー方程式を変形することで、ケンブリッジ方程式を導く試みがされる。
{\displaystyle MV=PT}
この等式のT（取引量）をY（実質GDP）に置き換え、
{\displaystyle MV=PY}
とし、
{\displaystyle M={\frac {1}{V}}PY}
とする。
このとき、貨幣の所得流通速度(V)の逆数をkとして、{\displaystyle k={\frac {1}{V}}}とすると
{\displaystyle M=kPY}
このようにケンブリッジ方程式を導くことができ、k(マーシャルのk)は貨幣の所得流通速度(V)の逆数だということができる。
しかし、実際にはT(取引量の総額)とY（実質GDP）は必ずしも一致せず、数値的にも大きく異なることが多いため、TとYを同一視したうえでのこの試みは妥当でないと述べる研究者もいる。

### マーシャルのk
マーシャルのkは、前述したような、ケンブリッジ方程式における貨幣の所得速度Vの逆数kとして知られるものである。あるいは、名目国民所得に対する貨幣の保有比率を意味している。ある一国の生産水準(ここではGDP)にとって、マネーサプライ（通貨供給量）が適正水準にあるかどうかを判断するための指標として用いられる。一国の生産水準(GDP)を1としたときに、マネーサプライがその何倍であるかを表しており、マーシャルのKの値が大きいほど、その経済に多くの貨幣が出回っていることを示す。ケンブリッジ方程式にて、マーシャルのkは一般的に比例定数とされたり、比例定数でなくとも安定的な変数であると考えられている。
{\displaystyle k={\frac {M}{PY}}}
ただし、
- M : 貨幣量
- Y : 実質GDP
- P : 物価

マーシャルのkは貨幣量を名目GDPで割ることで求めることができる(参考：マーシャルのkと所得流通速度)。

## フィッシャーの交換方程式の問題
フィッシャーの交換方程式の問題は、使われなかった貨幣をどのように扱うのかという問題である。例えば、ある貨幣として何枚かの1000円札を使う経済があって、この中に一度も使われなかった1000円札があったとしよう。すると、この1000円に関してはM=1000であっても、V=0（すなわち、一度も使われなかった）なので、MV=0ということになる。つまり、1000円という貨幣が存在しながら、貨幣としては使われなかったということになる。しかしながら、この考えを積極的に取り入れると貨幣数量説の考え方に関する問題が生じる。貨幣数量説とは簡単に言えば「貨幣を増やせば物価が上がる」という考え方だったが、MV=PTと言う等式において、貨幣量を増やしても購買に使用されない貨幣があると考えると、貨幣量を増やしても物価上昇につながらないということになってしまう。そこで、使われなかった貨幣の扱い方は2通り考えられる。第一に、貨幣数量説では、購買に使用されない貨幣は、フィッシャーの交換方程式にはそもそも含まれないというものである。あるいは、2つ目の扱い方として、貨幣が増加したときに、使われなかった貨幣も含むとすると、その分だけ貨幣流通速度のVが低下するというものである。この考え方を積極的に取り入れ、貨幣量を増やしても貨幣流通速度が下がる可能性を考慮してしまうと、MV=PTという方程式のMとPの比例関係が成り立たなくなり、貨幣数量説の考え方に問題が生ずる。
現実には、貨幣が使用されない場合とは、例えば購買を控えたために使用されなかった貨幣や、将来の使用のために退蔵された貨幣が考えられよう。
また、等式MV=PTにおける取引量Tにも問題がある。フィッシャーの交換方程式MV=PTは恒等式であり、常に正しいと考えられるが、取引量Tと物価Pの積が常に購買価格(MV)と等しくなるためには、売れ残りの商品を取引量Tから除く必要がある。なぜなら、買われなかった商品の分を取引量Tに加えれば、取引量Tと物価Pの積が購買価格(MV)と等しくならなくなってしまうためである。
もうひとつの問題が、貨幣の種類の問題である。今までの例では1000円札だけを貨幣として挙げたが、現実には1000円札以外にも5000円札や500円玉、1円玉など、多くの種類の貨幣が存在する。それらすべてを考慮して「貨幣が一定期間に何回使用されたか」という定義をするならば、全てを共通単位、例えば最小単位の１円に還元する必要がある。つまり、1000円札が使用された場合、1円玉が1000回使用されたとみなし、500円玉が使用された場合は、1円玉が500回使用されたと考えるのである。すなわち、Vそのものを計算することは現実的には不可能である。また、このような考え方をすると、1000円札や500円玉といった区別のない預金通貨や電子通貨まで、貨幣の流通速度が適用できるようになる。